# 黄龍士
黄 龍士（こう りゅうし、1651年（順治8年） - 1700年頃）は、中国清代初期の囲碁棋士。名は虬、または霞。字は月天。号は龍士。泰州姜堰の出身。康熙の頃において最強と言われ、現代でも棋聖と呼ばれている。
10歳の頃に既に近辺で相手がいなくなり、父に連れられて北京などを訪ねて対局した。1668年（康熙7年）に当時の国手である盛大有と対局して7戦7勝、他の相手にも勝ち、周東侯には互角であり「黄龍士龍のごとく、周東侯虎のごとし」と称された。しかしその後、周東侯も圧倒して並ぶ者がなくなり、十四聖人の一人にもたとえられる。
黄龍士は、弟子であり国手の一人でもある徐星友には先ニの手合だったが、三子（2箇所の隅の星と天元）で十番碁を打つことになり、黄龍士の負け越しとなった。この十番の棋譜「血涙篇」が後世にも著名となった。著書に『弈括』・『黄龍士全図』がある。後半生についてはなにも伝わっていない。